# Il capitano di Castiglia
Il capitano di Castiglia (Captain from Castile) è un film del 1947 diretto da Henry King.
Tratto dal romanzo di Samuel Shellabarger, racconta in maniera romanzata la conquista del Messico dell'armata di Hernan Cortez (Hernán Cortés).

## Trama
Nella primavera del 1518, nei pressi di Jaén (Spagna), Pedro de Vargas, un caballero castigliano, aiuta Coatl, uno schiavo fuggiasco azteco, a sfuggire al suo crudele padrone, Diego de Silva, El Supremo della Santa Hermadad, incaricato di far rispettare l'Inquisizione e rivale di Pedro per conquistare i favori della bella Signora Luisa de Carvajal, di cui Pedro è innamorato. Pedro salva la sguattera Catana Pérez dagli uomini di de Silva e la conduce con il suo cavallo alla locanda dove lei lavora. Qui egli fa la conoscenza con Juan García, un avventuriero appena tornato dalle Indie per vedere sua madre, il quale gli descrive con entusiasmo le ricchezze di quei luoghi e la possibilità di fare fortuna. De Silva, sospettando Pedro di aver aiutato Coatl e venuto a conoscenza che egli ha cacciato due suoi uomini che importunavano Catana, si reca nella casa di Don Francisco de Vargas, genitore di Pedro, per chiedere spiegazioni e avere soddisfazione. Dopo un acceso diverbio con Pedro e Don Francisco, de Silva imprigiona tutta la famiglia con l'accusa di eresia. Mentre Pedro, padre e madre sono incatenati, la giovane sorella di Pedro muore sotto tortura tra l'orrore dei famigliari, impossibilitati ad intervenire. Nel frattempo, Juan si fa assumere come guardia carceraria per aiutare sua madre, anche lei prigioniera e sottoposta a torture. Juan la uccide per risparmiarle ulteriori sofferenze e poi libera Pedro dandogli una spada.
Quando de Silva entra nella cella di Pedro, viene da questi sopraffatto nel corso del duello che ne segue. Pedro e Juan liberano Don Francisco e sua moglie e fuggono portando con sé Catana. Costretti dai loro inseguitori a dividersi, Don Francisco si dirige con la moglie verso l'Italia, mentre Pedro viene convinto da Juan ad arruolarsi nell'armata di Cortez alla conquista del Messico e a cercare fortuna. Cortez, vecchio amico di Don Francisco, accetta volentieri Pedro tra le sue truppe. Giunto in Messico, Pedro, che non riesce a dimenticare la donna amata lasciata in Spagna, confida a Padre Bartolomé, il consigliere spirituale della spedizione, ciò che è avvenuto in Spagna, dove crede di aver ucciso de Silva nel duello. Il prete aveva già ricevuto dalla Spagna l'ordine di arrestarlo, ma le lacrime e il sincero pentimento di Pedro lo convincono a comminargli una sola penitenza di preghiera per l'anima di de Silva, non essendo i due consapevoli che questi è invece sopravvissuto, essendo rimasto solamente ferito. A Villa Rica, Cortez è accolto da emissari dell'imperatore Montezuma che, offrendogli doni in oro, lo esortano però a lasciare il Messico. Contro l'opposizione di uno dei suoi capitani, Cortez persuade i suoi uomini a unirsi a lui nel suo piano di conquista e di ricchezza. Catana, innamorata di Pedro, cerca di conquistarlo con l'aiuto del ciarlatano e medico Botello, ma questi cerca di dissuaderla. Alla fine le consegna però un anello magico con cui lei potrà far innamorare Pedro.
Durante una serata, Catana si esibisce danzando, acclamata dagli uomini di Cortez, e Pedro si unisce a lei in un appassionato flamenco. Quando alla fine Pedro la bacia, lei lo respinge credendo che egli sia sotto l'incantesimo dell'anello, ma lui, ormai anch'egli innamorato, la convince del contrario. Cortez e la sua armata proseguono la marcia, addentrandosi nell'interno del Messico e - raggiunta la città di Cempoala - vengono ricevuti da un'altra delegazione azteca che consegna loro un tesoro in gioielli e gemme. Cortez pone Pedro a guardia del tesoro, ma questi si assenta per correre a calmare Juan che, ubriaco, minaccia di fare una strage. Quando torna, il tesoro è sparito e Cortez lo accusa del furto, dandogli un ultimatum di 24 ore per ritrovare i gioielli. Pedro, sulle tracce dei ladri, scopre un complotto ordito dagli oppositori di Cortez che incitano ad un ammutinamento. Con l'aiuto di Corio, un marinaio fedele, egli recupera le gemme, ma durante la fuga viene ferito alla testa da un dardo scoccato da una balestra. Cortez, informato dei fatti, si reca da Pedro e lo promuove con il grado di capitano. Quindi, per eliminare ogni tentativo di ammutinamento, ordina di dar fuoco alle navi, determinato con i suoi a rimanere per sempre a vivere in Messico. L'armata arriva quindi a Cholula, dove viene accolta da un'altra delegazione, guidata dal nipote di Montezuma, che esorta la spedizione a lasciare il Messico, pena il suo annientamento.
Quando Cortez riferisce di non avere più le navi per tornare in patria, il nipote lo informa che un'altra flotta è giunta. Cortez si rende quindi conto che il suo rivale, il governatore di Cuba Velasquez, ha inviato una flotta per usurpare il suo comando. Cortez prende metà dei suoi uomini per attaccare Villa Rica, dove si trovano le truppe di Velasquez, lasciando Pedro al comando del resto. Nella battaglia che segue, Cortez torna vittorioso, portando con sé rinforzi e Diego de Silva, emissario del re. De Silva, che in Spagna aveva sposato Luisa de Carvajal, è lì per imporre la Santa Hermadad sul Messico. Juan sfida de Silva a duello ma Padre Bartolomé ricorda a Pedro il suo voto e Cortez lo ritiene personalmente responsabile per la sicurezza di de Silva. La stessa notte de Silva viene però strangolato e Pedro viene condannato a morte per impiccagione. Poco prima dell'esecuzione, Coatl (il servo azteco salvato da Pedro) confessa a Padre Bartolomé di essere stato lui ad uccidere de Silva. Prima che questo sia reso noto, Catana pugnala Pedro nella cella, volendo risparmiare all'amato l'umiliazione di essere impiccato. Fortunatamente Pedro viene solamente ferito, e quindi assolto dall'accusa di omicidio, e con Catana, che intanto gli ha dato un figlio, continua sulla via della conquista del territorio azteco.

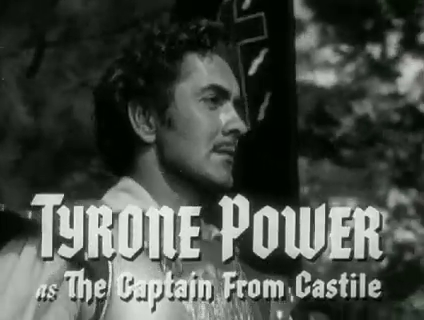
Pedro De Vargas
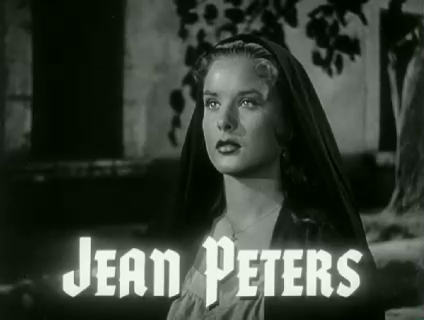
Catana Perez
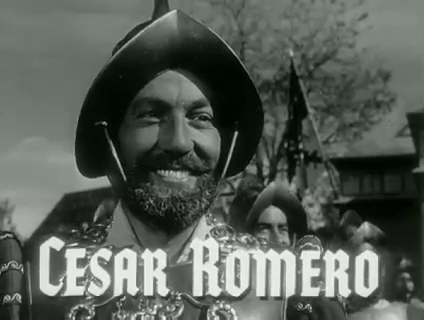
Hernan Cortez
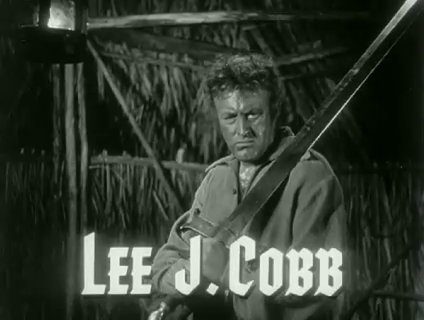
Juan Garcia

## Produzione
Il film fu prodotto dalla Twentieth Century Fox Film Corporation. Venne girato in Messico dal 25 novembre 1946 all'aprile 1947 con un budget stimato di 4.500.000 dollari.

## Distribuzione
Distribuito dalla Twentieth Century Fox Film Corporation, uscì nelle sale cinematografiche USA nel gennaio 1948 dopo essere stato presentato in prima a New York e a Los Angeles il 25 dicembre 1947.

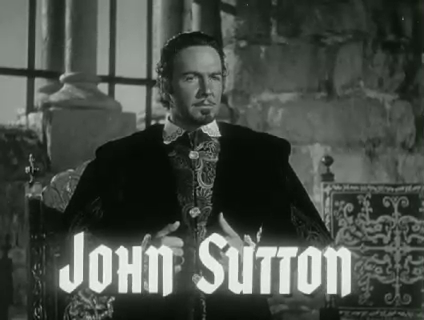
Diego De Silva
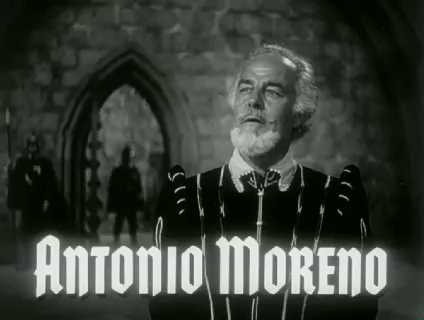
Don Francisco De Vargas
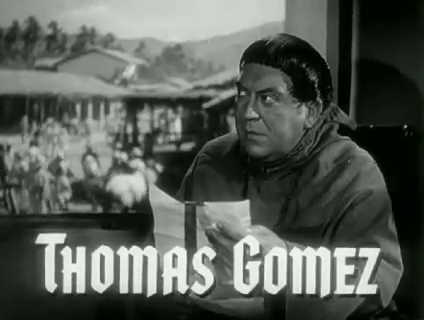
padre Bartolomeo